# Relaciones Chile-Guinea Ecuatorial
Las relaciones Chile-Guinea Ecuatorial son las relaciones internacionales entre la República de Chile y la República de Guinea Ecuatorial. 

## Historia
A pesar de que existe un vínculo histórico entre estos dos países, al ser ambos territorios que formaron parte del Imperio español, no hubo mayores contactos entre el Reino de Chile y las colonias que conformaron la Guinea española (Elobey, Annobón y Corisco, Fernando Poo y Río Muni). Las relaciones diplomáticas entre ambos países comenzaron el 9 de noviembre de 1971 con la firma en Nueva York de un acuerdo entre los representantes de ambos países en las Naciones Unidas, aunque recién en 1985 quedó conformada la concurrencia desde Gabón. Tras el cierre de esta misión y de la existente en el entonces Zaire, Chile quedó sin concurrencia en Guinea Ecuatorial, correspondiendo a la misión ante la Organización de las Naciones Unidas la administración de los asuntos bilaterales. En 1982, ambos países suscribieron dos convenios básicos de cooperación, uno en materia científica y técnica, y otro en el ámbito cultural.
Miembros de la administración de Guinea Ecuatorial han realizado pasantías en el Ministerio de Desarrollo Social de Chile, como parte de una colaboración bilateral con Chile, y con la asistencia técnica del Banco Mundial. El objeto de estas pasantías es conocer y extraer experiencias del sistema de inversiones en Chile.

## Relaciones económicas
En materia económica, el intercambio comercial entre ambos países ascendió a los 17 millones de dólares estadounidenses en 2016, lo que significó un aumento del 71% en los últimos cinco años. Los principales productos exportados por Chile a Guinea Ecuatorial fueron barcos, vinos y pavo congelado, mientras que Guinea Ecuatorial exporta exclusivamente gas natural licuado al país sudamericano.

## Misiones diplomáticas
- La embajada de Chile ante las Naciones Unidas concurre con representación diplomática ante Guinea Ecuatorial.
- La embajada de Guinea Ecuatorial en Brasil concurre con representación diplomática ante Chile.